# ソルト (格闘家)
ソルト（ソルト、1990年12月5日 - ）は、日本の女性総合格闘家。北海道室蘭市出身。マルスジム所属。現ストロー級クィーン・オブ・パンクラシスト。

## 来歴
中高ではバスケットボール部に所属し、運動神経に優れる。すすきののラウンジ勤務中に格闘技と出会い、当初は総合を学ぶもキックへ転向。J-NETWORKアマ大会で準優勝後、再び総合へ挑戦し、2021年にアマ修斗フライ級トーナメント優勝でプロ昇格。プロ初戦は敗れるも、その後着実に勝利を重ね、2023年4月のPANCRASEで王者KARENを破り、わずか5戦目でチャンピオンに輝いた。

### RIZIN
2023年6月24日、RIZIN初参戦となる、RIZIN.43で、大島沙緒里と対戦。1Rに首投げからVクロスアームロックで一本負けを喫した。
2025年6月14日、RIZIN LANDMARK 11で、万智と対戦予定。

## 戦績

### プロ総合格闘技
| 総合格闘技 戦績 | 総合格闘技 戦績 | 総合格闘技 戦績 | 総合格闘技 戦績 | 総合格闘技 戦績 | 総合格闘技 戦績 | 総合格闘技 戦績 |
| --------------- | --------------- | --------------- | --------------- | --------------- | --------------- | --------------- |
| 11 試合         | (T)KO           | 一本            | 判定            | その他          | 引き分け        | 無効試合        |
| 5 勝            | 1               | 0               | 4               | 0               | 0               | 0               |
| 6 敗            | 0               | 2               | 4               | 0               | 0               | 0               |

| 勝敗 | 対戦相手         | 試合結果                    | 大会名                                                                    | 開催年月日     |
| ×    | 万智             | 5分3R終了 判定0-3           | RIZIN LANDMARK 11                                                         | 2025年6月14日  |
| ×    | パク・ボヒョン   | 5分3R終了 判定0-3           | PROFESSIONAL SHOOTO 2025 Vol.2                                            | 2025年3月16日  |
| ○    | 藤野恵実         | 5分5R終了 判定3-0           | PANCRASE 347 【ストロー級クィーン・オブ・パンクラス・チャンピオンシップ】 | 2024年9月29日  |
| ×    | ハイライ・ウサモ | 5分3R終了 判定1-2           | PROFESSIONAL SHOOTO 2024 vol.4 【修斗vsYFU 日中7対7 対抗戦 三将戦】       | 2024年5月19日  |
| ○    | チュ・ギョンホ   | 1R 2:37 TKO (パンチと膝)    | PROFESSIONAL SHOOTO COLORS vol.2                                          | 2023年12月1日  |
| ×    | 大島沙緒里       | 1R 1:16 Vクロスアームロック | RIZIN.43                                                                  | 2023年6月24日  |
| ○    | KAREN            | 5分5R終了 判定3-0           | PANCRASE 333 【ストロー級クイーン・オブ・パンクラス・チャンピオンシップ】 | 2023年4月30日  |
| ○    | KAREN            | 5分3R終了 判定3-0           | PANCRASE 330                                                              | 2022年12月25日 |
| ×    | 柳仙香           | 2R 2:06 腕挫十字固          | PROFESSIONAL SHOOTO 2022 Vol.5                                            | 2022年7月17日  |
| ○    | 和田千聖         | 5分2R終了 判定3-0           | SHOOTO 2022 Hokkaido                                                      | 2022年6月5日   |
| ×    | 杉本恵           | 5分2R終了 判定0-3           | PROFESSIONAL SHOOTO 2022 開幕戦                                           | 2022年1月16日  |

## 獲得タイトル
- 第5代ストロー級クィーン・オブ・パンクラス王座（2023年）